# Tarnobrzeg
Pour les articles homonymes, voir Tarnobrzeg (homonymie).
Tarnobrzeg (API : [tarˈnɔbʐɛk]) est une ville de la voïvodie des Basses-Carpates dans le sud-est de la Pologne. La ville est le chef-lieu du powiat de Tarnobrzeg, mais n'en fait pas partie et constitue un powiat-ville. Sa population s'élevait à 48 558 habitants en 2012 et à 46 907 habitants en 2019.

## Géographie
Tarnobrzeg fait partie de la région historique de Petite-Pologne. Elle se situe sur la rive droite de la Vistule, juste au sud de Sandomierz dans la voïvodie de Sainte-Croix.

## Histoire

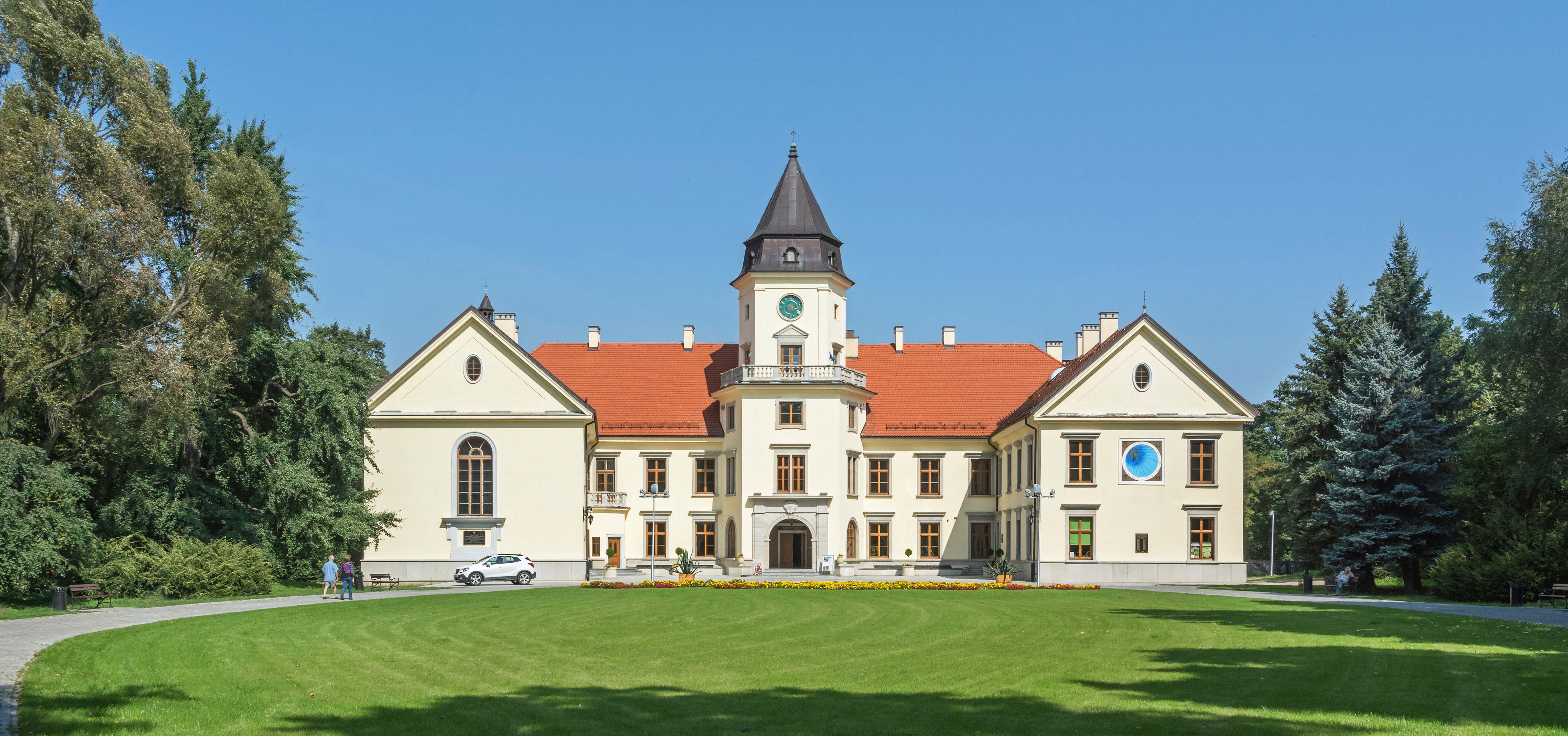
Château de Dzików.

La ville a été fondée par acte du roi Sigismond Vasa le 28 mai 1593, à la place de l'ancien village de Miechocin. Les citoyens ont reçu le privilège urbain selon le droit de Magdebourg. Le château de Dzików, une ancienne tour de guet du XVe siècle, fut reconstruit en style baroque par la noble famille Tarnowski jusqu'au XVIIIe siècle.
Depuis le premier partage de la Pologne, en 1772, jusqu'en 1918, la ville (appelée familièrement Dzików jusqu'au XIXe siècle) fait partie de la monarchie autrichienne (empire d'Autriche), puis Autriche-Hongrie (Cisleithanie après le compromis de 1867), chef-lieu du district de Tarnobrzeg, l'un des 78 Bezirkshauptmannschaften (powiats) en province (Kronland) de Galicie en 1900. Le sort de cette province fut dès lors disputé par la Pologne et la Russie soviétique, jusqu'à la paix de Riga, signée le 18 mars 1921. 
Une importante communauté juive vivait dans la ville avant la Seconde Guerre mondiale, elle comptait 3 800 membres. Sous l'occupation du Gouvernement général de Pologne, la plupart de la population juive a été assassinée.
De 1975 à 1998, la ville a été le chef-lieu de la voïvodie de Tarnobrzeg.

## Monuments
- Église et couvent des dominicains de Tarnobrzeg

## Jumelages
La ville de Tarnobrzeg est jumelée avec :
- Banská Bystrica (Slovaquie) depuis le 20 novembre 2001
- Chernihiv (Ukraine)
- Pont-à-Mousson (France) depuis le 10 avril 2024[8]

## Sport
Le KTS Tarnobrzeg est un club de tennis de table dont la section féminine a remporté la Ligue des champions de l'ETTU à quatre reprises (2019, 2022, 2023 et 2024).

## Personnalités liées à la ville
- Waleria Tarnowska (1782–1749), peintre miniaturiste, y est morte ;
- Stanisław Tarnowski (1837–1917), historien de la littérature polonaise ;
- Max Beer (1864–1943), journaliste et historien ;
- Jadwiga Gibczyńska (1924–2012), actrice et espérantiste ;
- Mariusz Kukiełka (né en 1976), footballeur ;
- Ewelina Kobryn (née en 1982), joueuse de basket-ball.